# Carl Sentance
Carl Sentance (* 28. června 1961 Cardiff) je velšský zpěvák. V letech 1975 až 1978 byl členem kapely Leading Star a později vystupoval se skupinou Persian Risk. V osmdesátých letech rovněž spolupracoval s baskytaristou Geezerem Butlerem ze skupiny Black Sabbath. Později zpíval v sólových projektech klávesisty Dona Aireyho. V roce 2015 nahradil Lintona Osborna ve skupině Nazareth.